# Prodidomus aurantiacus
Prodidomus aurantiacus är en spindelart som beskrevs av Simon 1890. Prodidomus aurantiacus ingår i släktet Prodidomus och familjen Prodidomidae. Inga underarter finns listade i Catalogue of Life.